# Romain Rolland
Romain Rolland (Clamecy, Nièvre, 29 de enero de 1866-Vézelay, Yonne, 30 de diciembre de 1944) fue un escritor francés. Su primer libro fue publicado en 1902, cuando tenía treinta y seis años. Trece años más tarde, ganó el Premio Nobel de Literatura de 1915 «como tributo al elevado idealismo de su producción literaria y a la simpatía y el amor por la verdad con el cual ha descrito diversos tipos de seres humanos».
Su existencia estuvo marcada por la pasión por la música y el heroísmo, y durante toda su vida buscó medios de comunión entre los hombres. Su imperiosa necesidad de justicia le llevó a buscar la paz más allá de la contienda durante y después de la Primera Guerra Mundial. Fue un admirador de León Tolstói, gran figura de la no violencia, de los filósofos de la India (Conversaciones con Rabindranath Tagore, y Mohandas Gandhi), de las enseñanzas de Ramakrishna y Vivekananda; quedó fascinado por Bahá'u'lláh (a quien hace referencia en Clerambault, novela en la que expone sus ideas sobre la guerra) y posteriormente por el nuevo mundo que la Unión Soviética preconizaba en sus comienzos. Pero en ninguna parte, sino en la escritura de sus obras, supo encontrar paz. Romain Rolland recibió el fuerte influjo de la filosofía hinduista del Vedānta, tema al que dedicó varios libros.

## Biografía
Rolland nació en Clamecy (Nièvre), en el seno de una familia de notarios, aunque entre sus ascendientes había tanto campesinos como gente notable. Escribiendo introspectivamente en su Voyage intérieur (1942), se vio a sí mismo como un representante de las «especies antiguas». Haría participar a estos ancestros en el truculento y subido de tono relato Colas Breugnon (1919).
Aceptado en la École normale supérieure en 1886, primero estudió filosofía, pero su independencia de espíritu le llevó a abandonarla para no someterse a su ideología dominante. Se graduó en historia en 1889 y pasó dos años en Roma, donde su encuentro con Malwida von Meysenbug —quien había sido amiga de Nietzsche y de Wagner— y su descubrimiento de las obras maestras italianas fueron decisivas en el desarrollo de su pensamiento. Cuando regresó a Francia en 1895, se doctoró con la tesis Los orígenes del teatro lírico moderno y su disertación. Historia de la ópera en Europa antes de Lully y Scarlatti. Durante las dos décadas siguientes, enseñó en varios liceos de París antes de dirigir la recién creada escuela de música de la École des Hautes Études Sociales de 1902 a 1911. En 1903 fue nombrado para la primera cátedra de Historia de la música en la Sorbona, también dirigió brevemente en 1911 la sección musical del Instituto Francés de Florencia.

## Trayectoria
Comenzó siendo profesor de historia en el Lycée Henri IV, después en el Lycée Louis le Grand y en la École française de Rome. Más tarde fue profesor de historia de la música en la Sorbona y profesor de historia en la École normale supérieure.
Su primer libro se publicó en 1902, cuando tenía 36 años. Con su defensa del "teatro del pueblo", hizo una importante contribución a la democratización del teatro. Como humanista, abrazó la obra de los filósofos de la India ("Conversaciones con Rabindranath Tagore " y Mohandas Gandhi). Rolland estuvo fuertemente influenciado por la filosofía Vedānta de la India, principalmente a través de las obras de Swami Vivekananda.
Joven exigente y tímido, no le gustaba la docencia. No le resultaba indiferente la juventud: Jean-Christophe, Olivier y sus amigos, los héroes de sus novelas, son jóvenes. Pero con las personas de la vida real, tanto jóvenes como adultos, Rolland sólo mantenía una relación distante. Era ante todo un escritor. Seguro de que la literatura le proporcionaría unos ingresos modestos, dimitió de la universidad en 1912.En 1920, Rolland utilizó en una reseña la frase «pesimismo del intelecto, optimismo de la voluntad», que Antonio Gramsci adoptó de él como fórmula de perseverancia intelectual en tiempos difíciles.
En 1915 fue galardonado con el premio Nobel de Literatura y en 1922 fundó la revista Europe. Fue un pacifista militante. Fue uno de los pocos escritores franceses importantes que mantuvo sus valores pacifistas internacionalistas; Se trasladó a las orillas del Lago Lemán, Suiza, para dedicarse a escribir. Protestó contra la Primera Guerra Mundial en Au-dessus de la mêlée [ fr ] (1915), Above the Battle (Chicago, 1916). En 1924, su libro sobre Gandhi contribuyó a su posterior reputación, y ambos se conocieron en 1931. Rolland era vegetariano.
En mayo de 1922 asistió al Congreso Internacional de Artistas Progresistas y firmó la "Proclamación Fundacional de la Unión de Artistas Progresistas Internacionales".
En 1928, Rolland y el erudito, filósofo y experimentador de la vida natural húngaro Edmund Bordeaux Szekely fundaron la Sociedad Biogénica Internacional para promover y expandir sus ideas sobre la integración de la mente, el cuerpo y el espíritu. En 1932, Rolland fue uno de los primeros miembros del Comité Mundial Contra la Guerra y el Fascismo, organizado por Willi Münzenberg. Rolland criticó el control que Münzenberg asumió sobre el comité y se opuso a que se estableciera en Berlín.
Rolland se trasladó a Villeneuve, a orillas del lago de Ginebra, para dedicarse a la escritura. Su vida se vio interrumpida por problemas de salud y por viajes a exposiciones de arte. Su visita a Moscú (1935), por invitación de Máximo Gorki, fue una oportunidad para conocer a Iósif Stalin, a quien consideraba el hombre más grande de su tiempo. Rolland sirvió extraoficialmente como embajador de artistas franceses en la Unión Soviética. Aunque admiraba a Stalin, intentó intervenir contra la persecución de sus amigos. Intentó discutir sus preocupaciones con Stalin y participó en la campaña por la liberación del activista de la Oposición de Izquierda y escritor Víctor Serge y escribió a Stalin pidiendo clemencia para Nikolái Bujarin. Durante el encarcelamiento de Serge (1933-1936), Rolland había aceptado manejar las publicaciones de los escritos de Serge en Francia, a pesar de sus desacuerdos políticos. 
En 1937 volvió a vivir en Vézelay, ciudad ocupada por los alemanes en 1940. Durante la ocupación se aisló en completa soledad. Sin dejar nunca de trabajar, en 1940 terminó sus memorias. También dio los últimos retoques a su investigación musical sobre la vida de Ludwig van Beethoven. Poco antes de su muerte escribió Péguy (1944), en la que examina la religión y el socialismo a través del contexto de sus recuerdos. Murió el 30 de diciembre de 1944 en Vézelay. 
En 1921, su íntimo amigo, el escritor austríaco Stefan Zweig, publicó su biografía (en inglés, Romain Rolland: The Man and His Works ). Zweig admiraba profundamente a Rolland, a quien una vez describió como "la conciencia moral de Europa" durante los años de agitación y guerra en Europa. Zweig escribió extensamente sobre su amistad con Rolland en su propia autobiografía (en inglés, The World of Yesterday ), discutiendo, por ejemplo, sus fallidos esfuerzos por organizar una conferencia de intelectuales pacifistas de ambos bandos en guerra en la neutral Suiza. 
Victor Serge apreció las intervenciones de Rolland en su favor, pero finalmente se sintió profundamente decepcionado por la negativa de Rolland a romper públicamente con Stalin y el régimen soviético represivo. La entrada del 4 de mayo de 1945, unas semanas después de la muerte de Rolland, en los Cuadernos de Serge: 1936-1947 señala ácidamente que "A los setenta años, el autor de Jean-Christophe se dejó cubrir con la sangre derramada por una tiranía de la que era un fiel adulador".  Sin embargo, esto es completamente negado por el biógrafo de Romain Rolland, Bernard Duchatelet, en su biografía francesa Romain Rolland: Tel qu'en lui-même. Duchatelet y otros rollandianos creen que Rolland se mantuvo fiel a su propia y bien conocida integridad.
La vida de Rolland fue "la historia de una conciencia", como se menciona en el título del libro sobre él escrito por Alex Aronson.
Hermann Hesse dedicó Siddhartha a Romain Rolland, "mi querido amigo".

## Obras
Su obra maestra es Jean-Christophe (10 vols.) ciclo novelístico en que describe la vida de un genial músico alemán y donde se muestra el universalismo y amor a la humanidad del autor. Otras obras narrativas suyas son Au-dessus de la mêlée, Colas Breugnon y L'âme enchantée(7 vols.). Para el teatro escribió Tragedias de la fe, Tragedias de la Revolución, 14 de julio y Robespierre. Entre sus ensayos destacan Las grandes épocas creadoras, La ópera en Europa, El teatro de la Revolución. De sus biografías, Beethoven, Miguel Ángel, Tolstói, Gandhi, San Luis y Péguy. Sus Carnets, comenzados en 1906, son su diario íntimo, de singular valor autobiográfico. Su vida y su obra fueron una constante aspiración hacia la luz y trató de expresar una concepción de la vida y de los valores individuales superiores dentro de la realidad histórica y de la convivencia social y del más decidido pacifismo e internacionalismo, por lo que fue desterrado a Suiza. Colaborador de Péguy, mantuvo contacto con las figuras más importantes de la literatura europea de su tiempo, desde Tolstói y Gorki a Rilke y Stefan Zweig.

## Escritos

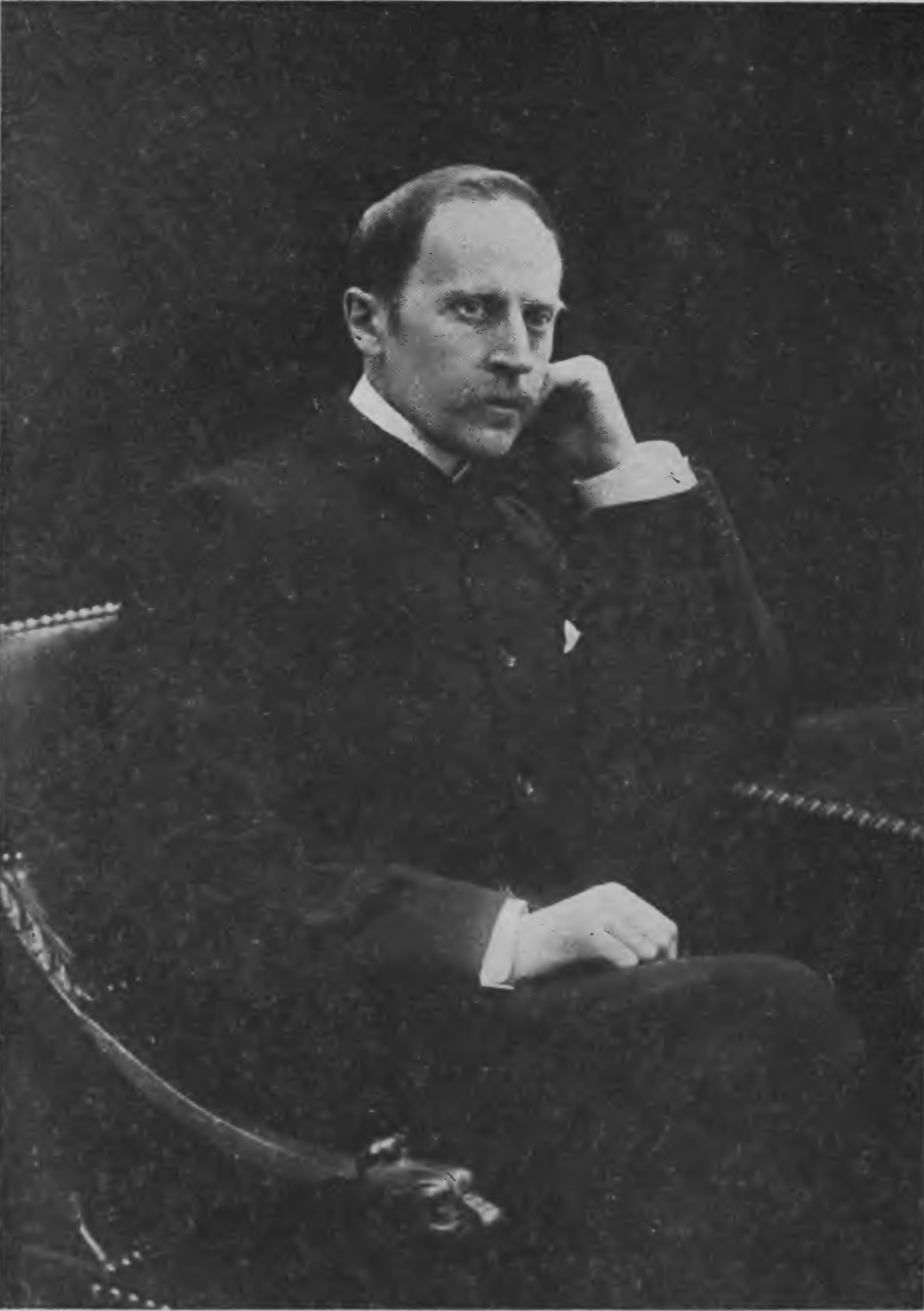
Romain Rolland

### Dramas históricos y filosóficos
- Aërt, 1897
- Los lobos, 1897 (basada en el Caso Dreyfus)
- El triunfo de la razón, 1899
- Danton, 1901
- El catorce de julio, 1902
- La Montespan, 1904

### Biografías
- Beethoven, 1903
- Miguel Ángel, 1907
- Haendel, 1910
- Tolstói, 1911
- Mahatma Gandhi, 1923
- Vida de Ramakrishna, 1929
- Vida de Vivekananda, 1930
- Goethe y Beethoven, 1930
- Péguy, 1944

### Novela
- Jean-Christophe (1904-1912)
- Colas Breugnon (1919)
- El alma encantada (1922-1934), serie de novelas políticas.
- Clérambault, Historia de una conciencia libre durante la guerra (1920)

### Ensayos pacifistas
- Por encima del conflicto, 1915
- A los pueblos asesinados, 1917
- Los precursores 1923

### Autobiografía
- El viaje interior, 1943, publicada en 1956.

## Citas
"Si hay algún lugar en la faz de la tierra donde todos los sueños de los hombres vivos encontrarán un hogar desde los primeros días de cuando el hombre comenzó el sueño de la existencia, ese sitio es la India... Por más de 30 siglos, el árbol de la visión, con sus miles de ramas y sus millones de ramillas, ha florecido en esta tierra tórrida, el útero ardiente de los dioses. Se renueva a sí misma sin cansancio sin mostrar ningún signo de decadencia." [1], Vida de Ramakrishna
"El verdadero espíritu védico comienza con un sistema de ideas preconcebidas. Posee absoluta libertad y coraje sin rival entre las religiones con respeto por los hechos observados y las diversas hipótesis colocadas para su coordinación. Sin ser jamás obstaculizado por una orden sacerdotal, cada hombre ha sido enteramente libre de buscar dondequiera que pudiera satisfacer la explicación espiritual del espectáculo del universo." [2], Vida de Vivekananda